# برایان دنهی
برایان مَنیُن دِنِهی (به انگلیسی: Brian Manion Dennehy) (زاده ۹ ژوئیهٔ ۱۹۳۸ – درگذشته ۱۵ آوریل ۲۰۲۰) هنرپیشه اهل ایالات متحده آمریکا بود.

## گزیده فیلم‌شناسی

### سینما
- در جستجوی آقای گودبار (۱۹۷۷)
- مشت (۱۹۷۸)
- حقه‌بازی (۱۹۷۸)
- ۱۰ (۱۹۷۹)
- خانم مارکر کوچک (۱۹۸۰)
- شکاف تصویر ۱۹۸۲
- اولین خون ۱۹۸۲
- پارک گورکی ۱۹۸۳
- هرگزگریه نکن گرگ (۱۹۸۴)
- موش رودخانه (۱۹۸۴)
- پیله (۱۹۸۵)
- سیلورادو (۱۹۸۵)
- دو بار در یک عمر (۱۹۸۵)
- مایل‌ها دور از خانه (۱۹۸۸)
- بی‌گناه (۱۹۹۰)
- گلادیاتور (۱۹۹۲)
- تامی کوچولو (۱۹۹۵)
- ستاره‌ها روی هنریتا می‌افتند (۱۹۹۵)
- رومئو + ژولیت (۱۹۹۶)
- او از من متنفر است (۲۰۰۴)
- حمله به کلانتری ۱۳ (۲۰۰۵)
- قهرمان کوچک (۲۰۰۶)
- هدیه نهایی (۲۰۰۶)
- دهم و گرگ (۲۰۰۶)
- راتاتویی (۲۰۰۷)
- قتل عادلانه (۲۰۰۸)
- سه روز آینده (۲۰۱۰)
- هر روز (۲۰۱۰)
- بیگ یر (۲۰۱۱)
- شوالیه جام‌ها (۲۰۱۵)
- تگ (۲۰۱۸)
- مرغ دریایی (۲۰۱۸)
- ۳ روز با پدر (۲۰۱۹)

### تلویزیون
- کوجک (۱۹۷۷)
- لو گرانت (۱۹۷۷)
- دالاس (۱۹۷۸)
- دودمان (۱۹۸۱)
- مسیر مردگان (۱۹۹۶)
- بال غربی (۲۰۰۵)
- ۴۴۰۰ (۲۰۰۶)
- نظم و قانون: واحد قربانیان ویژه (۲۰۰۷)
- ۳۰ راک (۲۰۰۸)
- قواعد نامزدی (۲۰۰۹)
- همسر خوب (۲۰۱۲)
- فهرست سیاه (۲۰۱۶ تا ۲۰۱۹)